# Lampanyctus acanthurus
Lampanyctus acanthurus är en fiskart som beskrevs av Wisner, 1974. Lampanyctus acanthurus ingår i släktet Lampanyctus och familjen prickfiskar. Inga underarter finns listade i Catalogue of Life.